# Tribhuvan Sadan
El Tribhuvan Sadan (en nepalí: त्रिभुवन सदन) es una mansión en el Palacio Narayanhity, Katmandú, Nepal. Es conocido por ser el lugar de la masacre real en Nepal, donde diez miembros de la familia real, incluidos el rey Birendra, la reina Aishwarya y el príncipe heredero Dipendra, fueron asesinados. La mansión fue ocupada anteriormente por el rey Tribhuvan y su familia y más tarde por Dipendra como príncipe heredero de Nepal. El Tribhuvan Sadan fue demolido por orden de la Reina Madre Ratna; sin embargo, actualmente se está reconstruyendo.

## Historia
El rey Tribhuvan vivió en Tribhuvan Sadan con su familia y reconstruyó la mansión después de que fuera destruida por el terremoto de Nepal de 1934. Originalmente se la conocía como Cabaña Feliz, pero luego fue rebautizada en honor al rey Tribhuvan. Más tarde fue ocupada por Dipendra, príncipe heredero de Nepal, que había vivido con su familia en la cabaña Shree Sadan, pero se había mudado después de la coronación del rey Birendra como rey de Nepal, ya que no se le permitió vivir con su padre hasta que cumplió 18 años debido a la tradición real.
El 1 de junio de 2001, la masacre real en Nepal tuvo lugar en Tribhuvan Sadan, donde diez miembros de la familia real, incluidos el rey Birendra, la reina Aishwarya y el príncipe heredero Dipendra, murieron en un tiroteo masivo. El Tribhuvan Sadan fue demolido por orden de la Reina Madre Ratna Rajya Lakshmi Devi Shah. Sin embargo, esta decisión se volvió controvertida y ayudó en las teorías conspirativas sobre la masacre, la cuales contradecían la versión oficial (que afirma que el príncipe heredero Dipendra cometió la masacre antes de suicidarse) y especulaban sobre otro perpetrador. Después de su demolición, solo quedó una pequeña parte del muro y la distribución del edificio. Después de la caída de la monarquía, el Palacio Narayanhity se convirtió en un museo y el museo había agregado etiquetas donde se ubicaban las habitaciones del Tribhuvan Sadan.
En 2009, el entonces primer ministro Madhav Kumar Nepal dijo en un discurso que el Tribhuvan Sadan sería reconstruido. En 2015, se construyó parte de la mansión y se estaban reconstruyendo otras partes. El año siguiente, se informó que la reconstrucción de Tribhuvan Sadan estaba casi terminada. El Ministerio de Administración General dijo que la reconstrucción de la mansión proporcionará pruebas sobre la masacre de la familia real a los nepalíes.